# Les Ribes (Hortoneda)
Les Ribes és una partida rural del terme municipal de Conca de Dalt, a l'antic terme d'Hortoneda de la Conca, al Pallars Jussà, en territori del poble d'Hortoneda.
Estan situades a llevant d'Hortoneda, al costat mateix del poble, a l'esquerra i a toca de la llau de Catxí, a ponent del Tossalet i a migdia de l'Escaleta.
Consta de 2,6110 hectàrees de conreus de secà i pastures.